# Pszczyna (công xã)
Gmina Pszczyna là một vùng nông thôn thành thị (công xã) ở Pszczyna, Silesian Voivodeship, ở miền nam Ba Lan. Khu vực hành chính của nó là thị trấn Pszczyna, nằm cách khoảng 30 kilômét (19 mi) về phía nam thủ đô Katowice của khu vực.
Gmina có diện tích là 174,01 kilômét vuông (67,2 dặm vuông Anh), và tính đến năm 2006, tổng dân số của nó là 49.887 (trong đó dân số của Pszczyna lên tới 25.621, và dân số của vùng nông thôn của Gmina là 24.266).

## Làng
Ngoài thị trấn Pszczyna, Gmina Pszczyna gồm các làng và các khu định cư của Brzeźce, Ćwiklice, Czarków, Jankowice, Laka, Piasek, Poręba, Rudołtowice, Studzienice, Studzionka, Wisła Mala và Wisła Wielka.

## Gmina lân cận
Gmina Pszczyna được bao bọc bởi các Gmina của Bestwina, Bojszowy, Czechowice-Dziedzice, Goczałkowice-Zdrój, Kobiór, Miedźna, Pawłowice, Strumień và Susz.